# ليلى (فلم 1942)
ليلى، فيلم مصري من إنتاج عام 1942. قصة الفيلم مأخوذة عن رواية غادة الكاميليا.

## قصة الفيلم
في قصر أحد الباشوات عام 1896 الذي يدعو المطربة الشهيرة «ليلى» لإحياء السهرة الحافلة، وبين المدعوين في الحفل نرى «فريد» هذا شابا نقياً يدرس في كلية الحقوق وليس له باع في مثل هذه الحفلات، يأتي إلى «فريد» المربى عبد المقصود أفندي. يطلب منه العودة معه إلى البيت ليستعد للسفر إلى قريتهما في صباح اليوم التالي، في هذه اللحظة تظهر المطربة «ليلى» وتتجه الأنظار إليها فينبهر «فريد» بالنجمة الفاتنة، بعد انتهائها من الغناء. يتم تعارف «ليلى» وفريد عن طريقة صديقه «حمدى» ومنذ ذلك اللقاء الذي اصطدم فيه فريد بسذاجته بعدم اكتراث «ليلى» به نجده يهيم بها حبا ويحتفظ بوردة حمراء كانت ضمن الورود التي ألقن بها ليلى وهي تغنى في الحفل، بعد فترة يعرف فريد أن ليلى مريضة فيذهب إلى بيتها في القاهرة ويقدم لها باقة من الورد يأخذها منه البواب الذي يخبره بأن ليلى قد شفيت وهي ليست بالمنزل، وبإلحاح فريد يعرف أن ليلى ذهبت للتنزه على شاطء النيل في الروضة ويظل يراقبها من بعيد، يعود إلى صديقه حمدى ويطلب منه أن يقدمه في حفل تحضره ليلى، وهناك تغنى ليلى، وبعد أن تنتهي من الغناء تنتابها نوبة سعال حادة فيرع إليها فريد ويطلب منها أن تعتني بنفسها، كما يخبرها بأنه صاحب الزهور التي كان يرسلها إليها. تتطور الأحداث حتى تبادله ليلى مشاعره ويربط بينهما الحب، يهمل فريد دراسته ويستغرق في حب ليلى فيستاء والده من ذلك، فيذهب إلى ليلى ويستعطفها أن تترك فريد ليرعى مستقبله ودراسته، وبرغم أن ليلى تحب فريد إلا أنها أثرت أن تنأى عن طريقه لتفى بوعدها لوالده، فأشاحت عنه مدعية أنها تحب شخصاً آخر. يحدث أن تسوء حالة ليلى الصحية فتطلب من والد فريد أن يتيح لها رؤية فريد. وأخيرا يعترف الأب بالحقيقة لابنه فيهرع فريد إلى ليلى التي تموت على فراش المرض وهو يحتضنها باكياً.

## الممثلون
- ليلى مراد
- حسين صدقي
- منسي فهمي
- محمود المليجي
- بشارة واكيم
- زوزو شكيب
- فردوس محمد
- زكي إبراهيم
- فؤاد فهيم
- محمد كامل
- عبد المجيد شكري
- عبد السلام النابلسي
- عبد القادر المسيري

## أغاني الفيلم
ألف أغاني الفيلم أحمد رامي، واشترك في تلحينها محمد القصبجي، ورياض السنباطي.
| إسم الأغنية       | غناء      | كلمات     | ألحان         |
| ----------------- | --------- | --------- | ------------- |
| مين يشترى الورد   | ليلى مراد | أحمد رامي | رياض السنباطي |
| بتبص لي كده ليه   | ليلى مراد | أحمد رامي | محمد القصبجي  |
| حجبت نورك ليه عني | ليلى مراد | أحمد رامي | رياض السنباطي |
| يا ربي تم الهنا   | ليلى مراد | أحمد رامي | رياض السنباطي |
| الحبيب            | ليلى مراد | أحمد رامي | رياض السنباطي |

## وصلات خارجية
- ليلى على موقع قاعدة بيانات الأفلام العربية
- صفحة الفيلم على موقع السينما